# Matjaž Vrhovnik
Matjaž Vrhovnik (Lubiana, 6 maggio 1972) è un ex sciatore alpino sloveno.
Agli inizi della carriera, prima della dissoluzione della Jugoslavia (1991), gareggiò per la nazionale jugoslava.

## Biografia
Slalomista puro in attività tra gli anni 1990 e l'inizio del decennio successivo, Matjaž Vrhovnik debuttò in campo internazionale in occasione dei Mondiali juniores di Geilo/Hemsedal 1991, dove non ottenne risultati di rilievo. Il 20 dicembre 1994 esordì in Coppa del Mondo, a Lech, senza classificarsi, mentre in Coppa Europa conquistò gli ultimi podi a Champoluc il 12 gennaio 1995, vincendo la gara, e il giorno successivo, arrivando 2º. Debuttò ai Campionati mondiali a Sestriere 1997 (22º) e ai Giochi olimpici invernali a Nagano 1998, sua unica presenza olimpica, dove si piazzò al 17º posto.
Vrhovnik raggiunse l'apice della sua carriera in Coppa del Mondo nella stagione 1999-2000, quando ottenne tutti i suoi 4 podi (il primo il 9 gennaio, 3º a Chamonix, l'ultimo il 19 marzo a Bormio, ancora 3º) e conquistò l'unica vittoria, il 20 febbraio sulle nevi di Adelboden; a fine stagione risultò 17º nella classifica generale e 3º in quella di specialità. In occasione della sua ultima partecipazione iridata, Sankt Anton am Arlberg 2001, non completò la prova. Si ritirò al termine della stagione 2002-2003; disputò la sua ultima gara in Coppa del Mondo il 28 gennaio sulla Planai di Schladming, senza qualificarsi per la seconda manche, e si congedò dal Circo bianco in occasione della prova di Coppa Europa disputata a Madesimo il 25 febbraio, nella quale si classificò al 25º posto.

## Palmarès

### Coppa del Mondo
- Miglior piazzamento in classifica generale: 17º nel 2000
- 4 podi (tutti in slalom speciale):
  - 1 vittoria
  - 1 secondo posto
  - 2 terzi posti

#### Coppa del Mondo - vittorie
| Data             | Località  | Paese    | Specialità |
| ---------------- | --------- | -------- | ---------- |
| 20 febbraio 2000 | Adelboden | Svizzera | SL         |

Legenda:

SL = slalom speciale

### Coppa Europa
- 4 podi (dati dalla stagione 1994-1995):
  - 2 vittorie
  - 1 secondo posto
  - 1 terzi posti

#### Coppa Europa - vittorie
| Data             | Località  | Paese  | Specialità |
| ---------------- | --------- | ------ | ---------- |
| 10 dicembre 1994 | Åre       | Svezia | SL         |
| 12 gennaio 1995  | Champoluc | Italia | SL         |

Legenda:

SL = slalom speciale

### Campionati sloveni
- 5 medaglie (dati dalla stagione 1994-1995)[1]:
  - 2 ori (slalom speciale nel 1998; slalom speciale nel 2000)
  - 1 argento (slalom speciale nel 1997)
  - 2 bronzi (slalom speciale nel 1995; slalom speciale nel 1999)